# Pallisentis ophiocephali
Pallisentis ophiocephali är en hakmaskart som först beskrevs av Thapar 1931.  Pallisentis ophiocephali ingår i släktet Pallisentis och familjen Quadrigyridae. Inga underarter finns listade i Catalogue of Life.